# Chiesa dei Santi Cosma e Damiano (Gazzada Schianno)
La chiesa dei Santi Cosma e Damiano sorge nel cuore della frazione di Schianno, situato nel comune di Gazzada Schianno.
L'edificio risale al X secolo e ospita al suo interno dei preziosi affreschi del XV e XVI secolo realizzati dalle botteghe varesine dei pittori della famiglia dei Campanigo. Dal punto di vista architettonico è uno dei pochi esempi di clocher-porche (campanile-atrio) presenti in Lombardia; l'ingresso infatti è costituito dalla torre campanaria. Il suo aspetto attuale è un po' diverso da quello che doveva avere in origine perché nel 1921-1922 la torre viene rinforzata e viene inserito al suo interno un serbatoio dell'acqua che porta acqua oltre al paese di Schianno anche a quello di Gazzada fino agli anni cinquanta. Durante questi lavori viene mantenuto l'orologio a pendolo installato nel 1899 e tutt'oggi in funzione.